# Batalla del Cricaré
La Batalla del Cricaré fue la primera de una serie de batallas entre portugueses e indios brasileños de la región de la Capitanía del Espíritu Santo que, posteriormente, quedó conocida como Guerra de los Aimorés. Ocurrió en la confluencia de los ríos São Mateus y Mariricu, en las proximidades del entonces poblado del Cricaré, actualmente municipio de São Mateus. El combate fue trabado el año de 1558 y tenía por objetivo librar a Vasco Fernandes Coutinho, donatário de la Capitanía del Espíritu Santo, y sus hombres, del riesgo de ataque de los nativos.
Seis embarcaciones y aproximadamente doscientos hombres salieron de Puerto Seguro rumbo al Poblado del Cricaré y combatieron los indios que se defendían en tres fortificaciones. Después de haber destruido dos fortificaciones, el ataque portugués perdió fuerza y tuvieron que huir. La batalla culminó con la muerte del principal comandante de la batalla, Fernão de Sá, hijo del entonces Gobernador General de Brasil, Mem de Sá.

## Antecedentes
Atravesar el océano Atlântico para fijar residencia en Brasil, el siglo XVI, era considerado una aventura, pues enfrentar las enfermedades tropicales, los animales salvajes y los indios antropófagos no eran cosas fáciles. Los primeros portugueses, liderados por Vasco Fernandes Coutinho, desembarcaron en la capitanía del Espíritu Santo en 23 de mayo de 1535.Junto con el donatario, vinieron aproximadamente 60 colonizadores, los cuales eran pescadores, mercadores, agricultores, criminales y degredados.

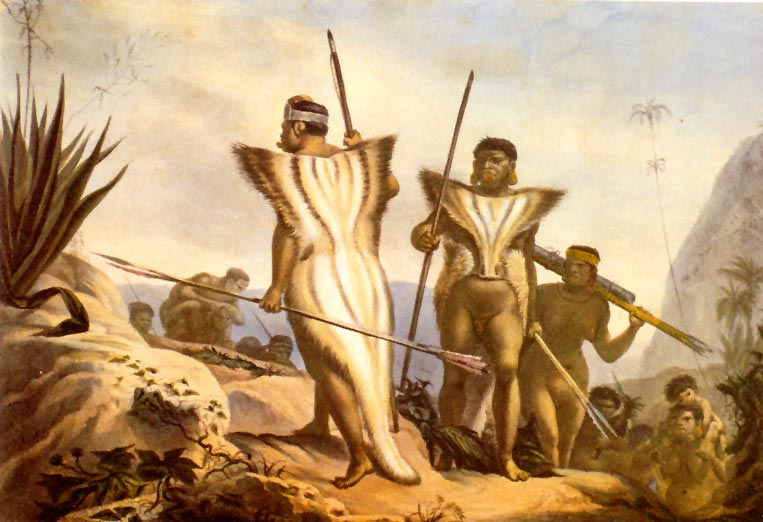
Familia de botucudos en marcha, por Jean-Baptiste Debret, 1834

Sin embargo, la llegada de estos colonos fue marcada por un escenario de guerra y resistencia de los nativos que allí vivían. Indios aimorés, conocidos por su bravura, salvajería, destreza con la guerra y por ser antropófagos recibieron los portugueses con flechas y solo desistieron cuando estos revidaron con cañones y armas de fuego.

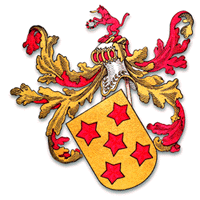
Escudo de Vasco Fernandes Coutinho.

Fijándose en tierras capixabas, Vasco Fernandes Coutinho fundó las villas del Espíritu Santo y de Nuestra Señora de la Victoria, desarrolló la agricultura de caña de azúzar y montó engenhos para la producción de azúcar. Combatió los Aimorés, los cuales se defendían con armas primitivas, tales como arco y flecha, tacape y bordunas. Estos eran esclavizados para el trabajo en los engenhos y las indias violadas. Muchas de ellas se hicieron compañeras y esposas de los portugueses. Los indios comenzaron a entender que aquel pueblo poderoso estaba viniendo para quedar y trataron de defenderse cómo podían, juntándose hasta con naciones y tribus adversarias para enfrentar los invasores.
Pocos años después, prácticamente solo, con la misma nau que hube venido a Brasil, Vasco volvió al Reino de Portugal en búsqueda de ayuda o a busca de un socio dispuesto a compartir del proyecto de conquista del suelo brasileño. Por casi 7 años estuvo en Portugal y, al regresar, encontró la Capitanía devastada. Los indios de las diversas tribus se organizaron y, aun siendo enemigos entre sí, se unieron contra los invasores, devastando todo que era hecho por ellos. Los pocos engenhos de azúcar implantados con mucha dificultad y que ya habían propiciado las primeras exportaciones para el reino estaban, irremediablemente, destruidos.
Vasco Fernandes Coutinho intentó traer de vuelta los colonos que se habían dispersado, para unir fuerzas con los hombres que hubía traído consigo de Portugal. Aun así eran insuficientes para contener los ataques de los indios y en 1557, persuadido de sus pocas fuerzas y quejas de sus colonos, apela para el tercero y último Gobernador General de Brasil, Mem de Sá, para que lo acudiera antes que todos fueran devorados por los indios, que eran caníbales. El gobernador de Brasil, que tras recibir la carta en el mismo momento en que Duarte de la Costa le transmitía el cargo, tomó providencias inmediatas: envió su hijo Fernão de Sá a los colonos en el Espíritu Santo.

Como me derão posee do guoverno loguo me derão cartas de Vasco Fernandez Coutinho Capitão da capitania do Espirito Santo em que dezia que o gentio da sua capitania se allevantara e lhe fazia crua guerra e lhe tinha mortos muitos homens e feridos e que o tinhão serquado na villa onde dias e noites ho combatião e que nam podia deixar de se emtregar a que o comesem se ho não socorresem com muita brevidade [...] e por me não deixar os moradores yr em pessoa mamdei a Fernão de Saa meu filho [...]
Trecho da carta Instrumento dos Serviços de Mem de Sá, escrita pelo prórpio.

### Prelúdio
El capitán-mor de la expedición, Fernão de Sá, dejó Salvador en el mando de la galé São Simão. Junto a él estaban los capitanes Diogo Morim, conocido como El Viejo, que posteriormente tomó el mando de la expedición, y Paulo Días Adorno. Baltazar de Sá, primo de Fernão, comandaba la galé Conceição. En Puerto Seguro se juntaron a la expedición los capitanes Diogo Álvares y Gaspar Barbosa, con sus naos.
Aún en Puerto Seguro, Fernão de Sá llegó a recibir la información que la gran concentración de indios que combatían Vasco Fernandes Coutinho estaba en la región de la Aldea del Cricaré. Además de eso, la proximidad con la entonces Capitanía de Puerto Seguro representaba un riesgo eminente a esta. Siendo así, la deja con aproximadamente 200 hombres en 6 embarcaciones y veleja rumbo al río Cricaré.
Entrando por la barra del rio São Mateus que desagua en Conceição da Barra, la escuadra navegó de manera cautelosa temiendo un ataque sorprendido de los indígenas por cuatro días río arriba, contra la corriente, teniendo que ser impulsada con la ayuda de remos, hasta dar con una fortificación, cerca de la confluencia de los ríos São Mateus y Mariricu, donde se inició la batalla.

## Batalla
El asalto se inició inmediatamente antes del amanecer, poniendo finalmente las proas de las embarcaciones en tierra, lo que, en el río en que navegaban era permitido solo la preamar. Sin embargo, aún antes de tocar la playa, fueron atacados por los indígenas, que para intentar contener el desembarque, realizaron un ataque utilizándose de arcos y flechas. Estos primeros momentos del encuentro por lo tanto se dieron aún en el lecho del río. Este ataque fue des-encorajado por el uso, por parte de los portugueses, de artillería de bordo, haciendo con que los indígenas retrocedieran, desbandándose para el interior de la fortaleza.
El avance contra la fortificación indígena se hizo a golpes de hacha y disparos de arma de fuego, siendo este ataque revidado por nubes de flechas que eran lanzadas por las grietas de la fortaleza y aparadas por el uso de los escudos portugueses. Rota la barrera, posibilitando así el asalto portugués, estos son recibidos por una descarga de flechas indígenas, ya reagrupados, que, de inmediato, causó dos bajas muy conmemoradas por los nativos. Este hecho llevó a un combate cuerpo a cuerpo, donde los portugueses, munidos de espadas, salieron victoriosos.
Mientras eso, se cuidó para que las embarcaciones fueran maniobradas para el medio del río, para que estas no quedara encalladas con el advenimiento de la marea baja. Además de eso, esta estrategia tuvo por base la utilización de la artillería de bordo, que desde el inicio de la acción bombardeaba el arraial enemigo.
En tierra, después de los acontecimientos en el primer frente de batalla, y, habiendo más una vez una desbandada indígena, estos se reagrupan en una segunda fortificación, inmediatamente puesta abajo por los portugueses, iniciando así un nuevo combate cuerpo a cuerpo. No haciendo frente a la embestida portuguesa, los nativos más una vez huyeron, retrocediendo hasta una tercera fortificación. En este punto, la suerte del combate volcó en disfavor de los portugueses, con la retirada victoriosa del restante de la tropa en dirección a la playa. Varían las versiones para justificar la maniobra, a buen seguro no prevista dentro del esquema del combate hasta entonces.
Avanzando demasiado en la batalla, Fernão Sá acompañado de otros nueve combatientes casi obtuvieron éxito en rendir la última fortaleza solo no lo consiguieron por el hecho de haber quedado sin pólvora, batiendo entonces en retirada. Percibiendo los indígenas que los portugueses se retiraban del campo de batalla, abandonan la última fortaleza, los persiguieron hasta a los márgenes del río. Los portugueses sin embargo fueron sorprendidos, pues la orilla del Cricaré no se encontraban más las embarcaciones.

## Consecuencias
Después de este revés, la escuadra portuguesa huyó rumbo a la villa de Victoria bajo el mando de Diogo Morim. Mem de Sá, posteriormente, envió su sobrino Baltazar de Sá hasta la capitanía de Espíritu Santo, al mando de una nueva escuadra, siendo realizada una gran matanza de indios, pacificando la capitanía por un breve periodo. Además de eso, Mem de Sá sugirió en carta a la regente Dueña Catarina su anulación para fundar una ciudad real, a fin de proteger las capitanías del sur, lo que acabó no aconteciendo, dada la fundación de la ciudad de Río de Janeiro.